# Мокала (национальный парк)
Мокала — заповедник в районе Плойсбург, в Северно-Капской провинции ЮАР, открытый 19 июня 2007 года и названный в честь верблюжьей колючки на языке сетсвана. В настоящее время в национальном парке проложено 70 км дорог. Площадь парка составляет 26 485 ге.

## История
Мокала стал заменой парка Ваалбос, который был закрыт в соответствии с земельными претензиями. В 1998 году ЮАНП начинает искать лучшие места для замены. Впоследствии был выбран участок земли площадью 19 611 гектаров, Wintershoek. В 2005 году земля была куплена. В июне 2006 года первые пять животных, группа жирафов, были выпущены в заповедник, а год спустя он был официально открыт.

## Климат
Лето жаркое, температура обычно составляет 33-36 °C, зимой температура обычно достигает 22 °C и 0 °C днём и ночью соответственно. Данный регион представляет собой переходную зону между биомами саванны (Калахари и Нама-Кару). Первый, саванна Калахари, отличается плоским, песчаным рельефом. Его ландшафт украшен верблюжьими колючками, акациями, запутанными кустарниками. Нама-Кару, напротив, характеризуется скалистыми выходами лавы, известняковыми отложениями и сланцами. Южная часть парка, расположенная ближе ко входу, более равнинная, с разбросанными верблюжьими колючками и высокой травой. Основания и нижние склоны выходов получают дополнительный сток воды и лучше покрыты растительностью.

## Флора и Фауна
В этом парке обитает ряд видов, находящихся под угрозой исчезновения, здесь можно встретить: африканского буйвола, чёрного носорога и лошадиную антилопу. Из растений чаще всего встречаются акации, верблюжьи колючки, терновики и шип буйвола.

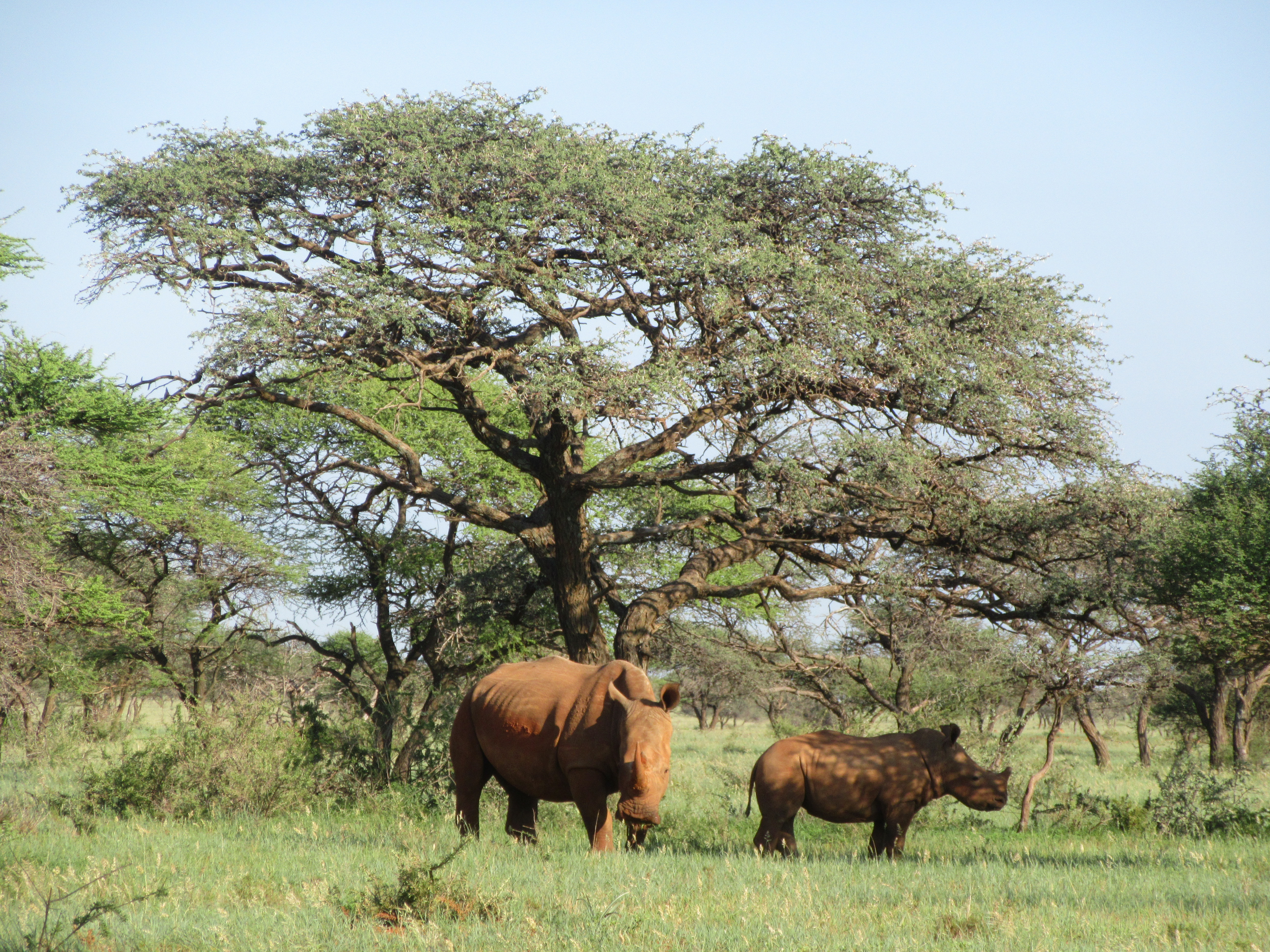
Носороги и верблюды в парке